# دائرة تاغيت
دائرة تاغيت إحدى دوائر  ولاية بشار الجزائرية .  عاصمتها هي تاغيت  وتضم بلديات  : 
- تاغيت